# بيسكوكوستانزو
بيسكوكوستانزو (بالإيطالية: Pescocostanzo)‏ هي بلدية في مقاطعة لاكويلا في إقليم أبروتسو الإيطالي.

## السكان
في سنة 1861 بلغ عدد السكان 2٬375 نسمة، وتطور العدد ليصل في سنة 2011 لـ 1٬161 نسمة.
يظهر هذا المخطط البياني تطور النمو السكاني لـ بيسكوكوستانزو